# Рагуля, Иван Леонтьевич
Иван Леонтьевич Рагуля (бел. Iван Лявонавіч Рагуля; 27 сентября 1895 — 22 июля 1944) — советский военачальник, участник Великой Отечественной войны.

## Биография
Иван Леонтьевич Рагуля родился 27 сентября 1895 года в деревне Ачукевичи ныне Новогрудского района Гродненской области Белоруссии. Белорус.

## Императорская армия и Первая мировая война
В Русской императорской армии с 1915 года. В 1916 году окончил Ораниенбаумскую офицерскую школу. Во время Первой мировой войны воевал на Западном фронте, поручик.

## Красная гвардия
В 1917 году вступил в Красную гвардию, где был инструктором и командиром взвода Выборгского красногвардейского отряда в Петрограде. В Красной Армии с 1918 года. Участник Гражданской войны в России. Участвовал в боях с белогвардейскими войсками и интервентами на Северном фронте, а также в свержении меньшевистского правительства Грузинской Демократической Республики.
После войны, в 1923 году, окончил Киевскую объединённую военную школу им. С. С. Каменева. После окончания учёбы И. Л. Рагуля был направлен в ПриВО на должность командира батальона. В 1927—1928 гг. учился на стрелково-тактических курсах «Выстрел», после чего около четырёх лет служил на должности начальника штаба полка. С 1932 года исполнял должность начальника 1-й части штаба 65-й стрелковой дивизии в г. Тюмени, с 1939 г. — начальник оперативного отдела штаба 51-го стрелкового корпуса в г. Молотове. С 1940 года — начальник оперативного отдела штаба 5-го механизированного корпуса.

## На фронтах Великой Отечественной войны
Вскоре после начала Великой Отечественной войны 5-й механизированный корпус был переброшен на Западный фронт, где в составе 20-й армии принял участие в Смоленском сражении. В дальнейшем И. Л. Рагуля был назначен начальником штаба 24-й танковой бригады в МВО, затем командовал 56-й отдельной стрелковой бригадой, которая в составе 1-й ударной армии участвовала в контрнаступлении под Москвой. С апреля 1942 года — командир 133-й стрелковой дивизии, с сентября — командир 17-й стрелковой дивизии. 14 февраля 1943 года ему было присвоено воинское звание «генерал-майор». Руководил действиями дивизии в Смоленской, Орловской и Брянской наступательных операциях. В середине сентября 1943 года генерал-майор И. Л. Рагуля назначен командиром 80-го стрелкового корпуса 3-й армии Брянского фронта. В этой должности принимал участие в освобождении г. Мглин, затем в Гомельско-Речицкой наступательной операции.
В ходе операции «Багратион» 80-й стрелковый корпус в составе 3-й армии 1-го Белорусского фронта действовал на Бобруйском направлении. Форсировав Друть на заболоченном участке, считавшемся недоступным для наступления, корпус под командованием И. Л. Рагули в первый же день операции продвинулся на 12 км вглубь немецкой обороны и обеспечил успешное наступление всей армии. На пятый день операции корпус был отведён во второй эшелон армии и в дальнейшем очищал лесные массивы от окружённого противника, захватив много пленных, вооружения и техники. В начале июля управление корпуса было выведено в резерв фронта, а затем передано 65-й армии для участия в наступлении на Брест. При следовании в новый район действий Иван Леонтьевич Рагуля в результате бомбёжки авиацией противника был смертельно ранен и 22 июля скончался в госпитале. Похоронен в Барановичах в братской могиле.
Именем И. Л. Рагули названа улица в г. Барановичи, г. Людиново.

## Награды
- Орден Красного Знамени
- 2 ордена Суворова 2-й степени
- Орден Кутузова 2-й степени
- медаль «XX лет Рабоче-Крестьянской Красной Армии»[5]

## Источник
- Коллектив авторов. Великая Отечественная: Комкоры. Военный биографический словарь / Под общей редакцией М. Г. Вожакина. — М.; Жуковский: Кучково поле, 2006. — Т. 1. — С. 467—468. — ISBN 5-901679-08-3.
- Коллектив авторов. Великая Отечественная: Комдивы. Военный биографический словарь. Командиры стрелковых, горнострелковых дивизий, крымских, полярных, петрозаводских дивизий, дивизий ребольского направления, истребительных дивизий. (Пивоваров – Яцун). — М.: Кучково поле, 2014. — Т. 5. — С. 150—152. — 1500 экз. — ISBN 978-5-9950-0457-8.